# James J. Howard
James John Howard, född 24 juli 1927 i Irvington, New Jersey, död 25 mars 1988 i Washington, D.C., var en amerikansk demokratisk politiker. Han representerade delstaten New Jerseys tredje distrikt i USA:s representanthus 1965-1988.
Howard gick i skola i Belmar och i Asbury Park. Han tjänstgjorde 1944–1946 i USA:s flotta i södra Stilla havet. Han avlade 1952 examen vid St. Bonaventure University och därefter 1958 en masterexamen (M.Ed.) i pedagogik vid Rutgers University. 1952–1964 var han lärare respektive vikarierande rektor i Wall Township.
Kongressledamoten och republikanen James C. Auchincloss kandiderade inte till omval i kongressvalet 1964. Howard vann valet och efterträdde Auchincloss i representanthuset i januari 1965. Han omvaldes i kongressvalen 1966 till 1986.
Howard avled i ämbetet och efterträddes som kongressledamot av Frank Pallone. Howard var katolik. Hans grav finns på Saint Catharine's Cemetery i Sea Girt.